# Večeri na Brižićevin dvorima
Večeri na Brižićevin dvorima[provjeriti točan naziv, je li na mjesnoj čakavici] je hrvatska kulturna manifestacija.
Ovo je pjesnička večeri koja se održava u Prekom na Ugljanu.
Održava se početkom kolovoza. Prva je održana kolovoza 1991. zahvaljujući entuzijastu Robertu Bacalji sa Zadarskog sveučilišta. Povod je bilo obilježavanje stogodišnjice stradanja Prieških lavandierov. Prvotno je bila smotra čakavske pučke (narodne) poezije i stvaralačtva, a pomalo je postala uhodanom pjesničkom večerju koja je ugostila poznate hrvatske pjesnike. Po uzoru na Croatiu redivivu, ugostila je pjesnike svih triju hrvatskih narječja. Veliki je bio trud prof. Bacalje da se ovdje dovedu hrvatski književnici iz dijaspore.

Na njoj su sudjelovali hrvatski pjesnici Melkior Mašina, Peter Tyran, Jurica Čenar, Rocca Girgetta, Gianluce Miletta, Antonia Sammartina i drugi.

## Vanjske poveznice
- Stoše Kuštera Lukina - zadnja cura koja se udala 'u crveno'!